# Toodles (elefante)
Toodles era un elefante indiano che apparteneva alla Selig Polyscope Company, una compagnia di produzione cinematografica di Chicago fondata nel 1896 da William Nicholas Selig.
Proprietario di numerosi animali, Selig aprì uno zoo che venne usato anche per ambientarvi numerosi film prodotti dalla società. L'elefante Toodles apparve in più di una decina di pellicole sia della Selig, sia della Vitagraph Company of America, un'altra compagnia di produzione che affittò l'elefante per le riprese di alcuni suoi film.

## Filmografia
- Lost in the Jungle, regia di Otis Turner - cortometraggio (1911)
- Two Old Pals, regia di William V. Mong - cortometraggio (1912)
- Me an' Bill, regia di Colin Campbell - cortometraggio (1912)
- Fate's Awful Jest - cortometraggio (1912)
- A Persistent Lover, regia di Albert W. Hale - cortometraggio (1912)
- Bumps - cortometraggio (1912)
- None But the Brave Deserve the Fair, regia di William Humphrey - cortometraggio (1912)
- Mike's Brainstorm, regia di Colin Campbell - cortometraggio (1912)
- Sammy Orpheus; or, The Pied Piper of the Jungle, regia di Colin Campbell - cortometraggio (1912)
- A Wise Old Elephant, regia di Colin Campbell - cortometraggio (1913)
- The Reformation of Dad, regia di Lem B. Parker - cortometraggio (1913)